# 徳基水庫
徳基水庫（とくきすいこ、台: 德基水庫〈チェㇰキイツイコオ〉）は、台湾の台中市和平区の大甲渓上流に位置する徳基発電所（大甲渓発電所徳基支所〈台: 大甲溪發電廠德基分廠〉）のダム貯水池である。
大甲渓の河口より約 87キロメートル (54 mi)、中部横貫公路（台: 中橫公路、省道台8線）の東勢区の起点からおよそ 62キロメートル (39 mi) の距離に位置する。台湾電力公司による台湾最高地のダム湖であり、流域面積（集水面積）は 592平方キロメートル (229 sq mi)ないし 600.02平方キロメートル (231.67 sq mi) におよび、湛水面積（貯水池面積）は414ヘクタール (1,020 acre)、総貯水容量は2億3200万立方メートル (188,000 acre⋅ft) とされ、その貯水量は、曽文水庫（台: 曾文水庫）、翡翠水庫、石門水庫に次いで台湾の水庫第4位となる。
徳基水庫は、発電機能に加えて、上水道、治水、灌漑など複数の機能を担う台湾中部の重要な多目的貯水池である。徳基水庫の満水位は海抜 1,408メートル (4,619 ft) 、通常水位は 1,400メートル (4,600 ft) で、水庫の貯水は治水対策のほか、発電とともに下流の需要に応じて調整され、水位は厳密に管理される。発電運転が可能な最低水位は 1,350メートル (4,430 ft) に設定され、徳基水庫の最低放水位は 1,310メートル (4,300 ft) とされるが、土砂の堆積の影響により、水位が 1,320メートル (4,330 ft)もしくは 1,325メートル (4,347 ft) まで下がると給水不能になる。
徳基水庫の集水域には、台湾の保護種（絶滅危惧種）であるタイワンマス（台: 櫻花鉤吻鮭）の重要な生息地がある。また周辺は、クマタカ、カンムリワシ、ツキノワグマ（亜種タイワンツキノワグマ〈台: 臺灣黑熊〉）などの生息地として知られる。

## ダム

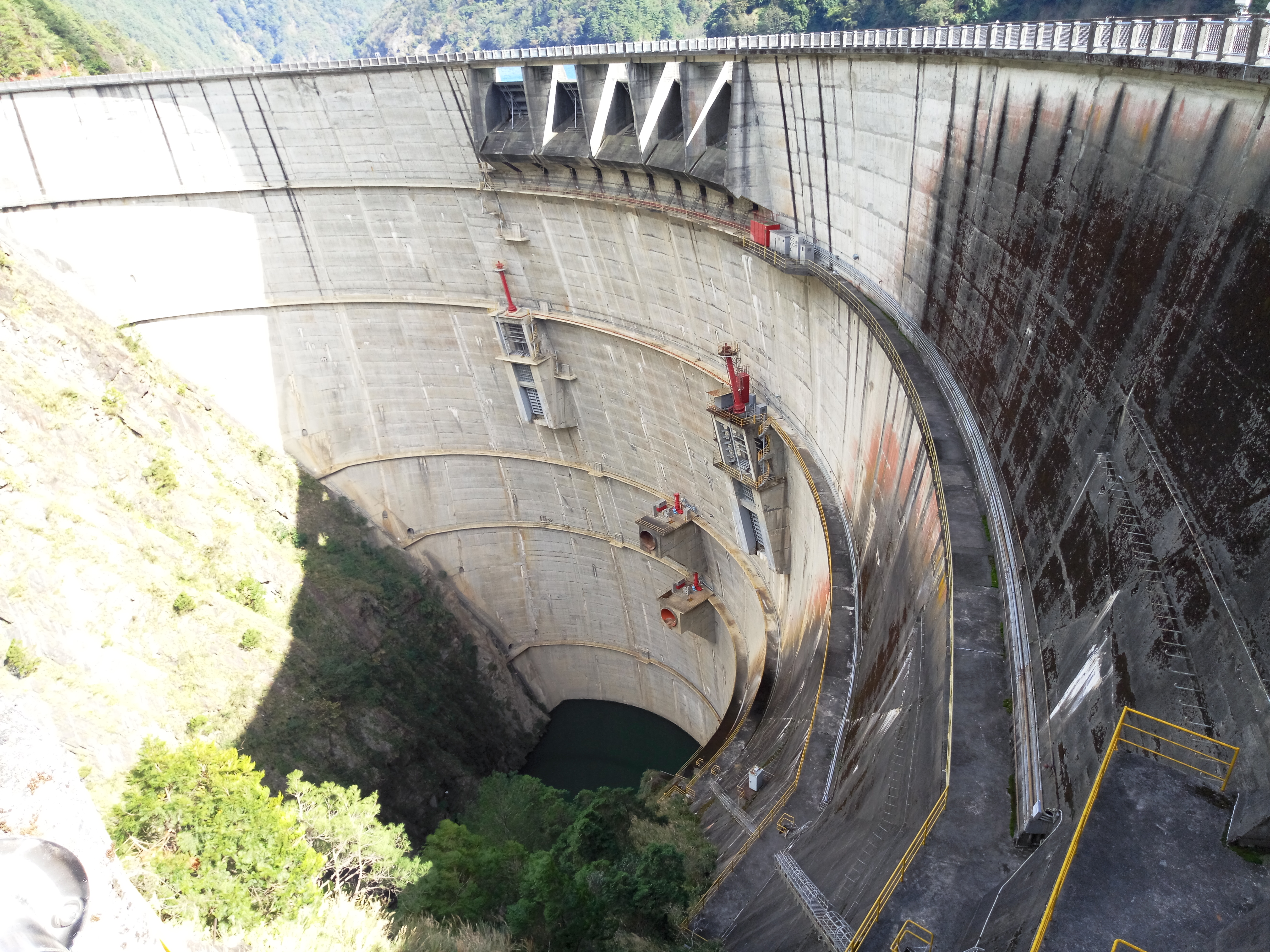
徳基ダム

徳基ダム（台: 德基大壩）は、アーチ式コンクリートダムで、堤高 180メートル (590 ft)、堤長 290メートル (950 ft)、天端幅 4メートル (13 ft) (4.5m)。台湾で最も高いダムであり、日本の黒部ダムに相当するといわれ、黒部に次ぐ北東アジア第2位の高さのダムとなる。堤頂には、洪水吐設備として水門（越流頂水門）5つがあり、また、堤体部の左・右に2つの排砂門を備えるとともに中央の上・下に2つの放水口が設けられる。
| 左: 水庫の排水トンネル口設備。右: 取水口とダム堤頂部。 |  | 左: 水庫の排水トンネル口設備。右: 取水口とダム堤頂部。 |
| 左: 水庫の排水トンネル口設備。右: 取水口とダム堤頂部。 |  |                                                        |

水力発電のために装備される3基の発電機は、日立製作所製の立軸フランシス水車発電機で、発電所は地下 200メートル (660 ft) に配置される。取水口はダム付近南側にあり、次いで排水トンネルの水門が備えられる。

## 歴史
大甲渓のダム建設計画は、日本統治時代（1895-1945年）にさかのぼる。烏山頭ダムの建設など「嘉南大圳」事業で知られる台湾総督府土木技師の八田與一が、1929年に大甲渓上流の水力発電の構想を得て、1934年には台湾電力の技師らとともに花蓮から中央山脈を越えて大甲溪まで現地調査を実施したが継続には至らなかった。その後、1937年に日中戦争の勃発すると、台湾の資源を水力に求め、1938年4月に大甲渓電源開発ならびに新高港（梧棲港）の計画を決定した。翌1939年1月、大甲渓電源開発計画が開示され、上流ダムの建設に達見（徳基）が選定された。大甲渓上流の達見に計画されたダムは、堤高 210メートル (690 ft) の重力式コンクリートダム（非溢流コンクリート製重力ダム）で、貯水量は3億2800万立方メートル (266,000 acre⋅ft) 、ダム湖の通常水位は標高 1,420メートル (4,660 ft) とされた。
大甲渓の水力発電計画は、達見（徳基）より、下達見（青山）、上明治（上谷関）、明治（谷関)、天冷（天輪）、豊原第一（馬鞍）、豊原第二、豊原第三の8か所であり、達見と天冷の2か所にダムの建設が計画された。大甲渓の開発は、1941年1月19日に開始され、達見ダムの建設は1942年度以降8年継続事業となり、コンクリートの打設（打込み）予定が1945年4月に設定された。しかし1944年10月以来、アメリカ軍の変電所の爆撃などにより頓挫した。太平洋戦争終結までに着工された発電所は天冷と豊原第一であり、明治と豊原第二は着工予定にあった。

### 戦後

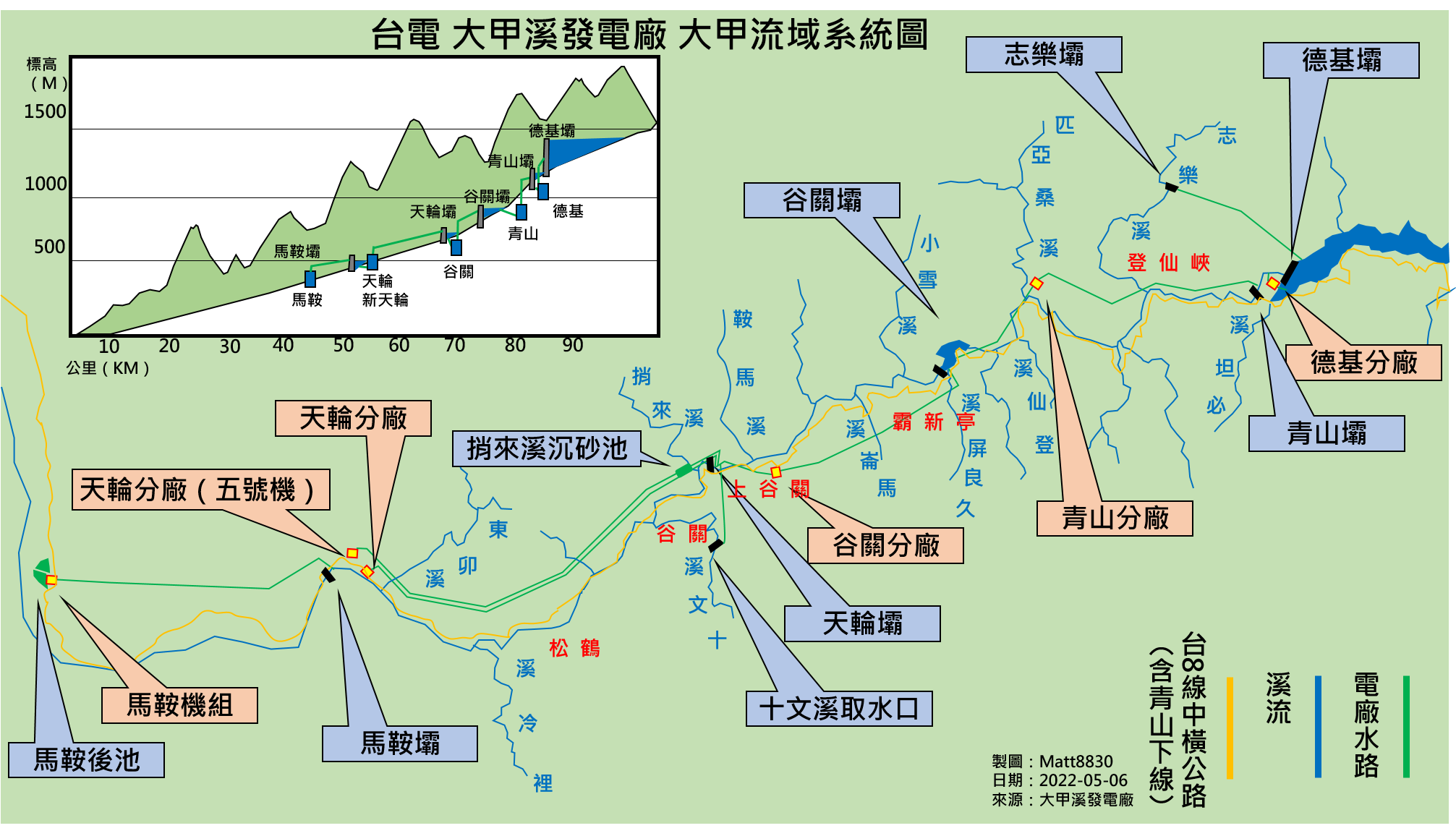
台湾電力の大甲渓流域開発の概要図

戦後、1946年（民国35年）5月1日、国民政府は日本統治時代の台湾電力を接収して台湾電力公司を設立し、未完の事業を継承した。始めに終戦前 81.6パーセント完成 (1950年以降は 70% とされる) していた天冷（天輪ダム）の建設を、1949年（民国38年）1月に開始し、1952年（民国41年）9月に完工した。その後、經濟部は1955年（民国44年）3月に大甲渓開発計画委員会を設立し、1956年（民国45年）には「大甲渓総合開発計画」のもと、水力発電計画および達見水庫に関する調査が、同年8月、フランスの専門家らにより実施された。翌1957年（民国46年）、達見ダム（台: 達見大壩）の計画は、台湾電力公司に委託され、1958年（民国47年）9月、台湾電力は達見探勘処（台: 達見探勘處〈探査所〉）を設置し、翌1959年（民国48年）9月に達見工程処（台: 達見工程處）を設立した。
1959年（民国48年）10月には、国外の専門家や技術コンサルタントの協力により、通常水位の標高が 1,460メートル (4,790 ft) となる堤高 237メートル (778 ft) のアーチダムを建設する「1460案」が提言され、同年「達見（青山）ダム計画定案報告」を作成し、アメリカの開発借款基金に借款を申請した。しかし、対外援助の改変による米国際開発局への移管もあり合意に至らず、予算の活用としてダムの堤高を低くするとともに補助ダムに代えて下達見（青山）に発電所を建設するよう求められ、これに同意した。1964年（民国53年）7月より下達見（青山）発電所の建設が開始され、1965年（民国54年）には電力需給の効率的運用に関する流域調査がなされた。加えて発電システムの見直しなどにより、ダムの高さを当初の計画より低くすることが可能として、計画水位は標高 1,408メートル (4,619 ft) に変更された。そして1968年（民国57年）に世界銀行の融資を受け、同年4月2日、達見の建設事業が正式に認可された。

### 建設

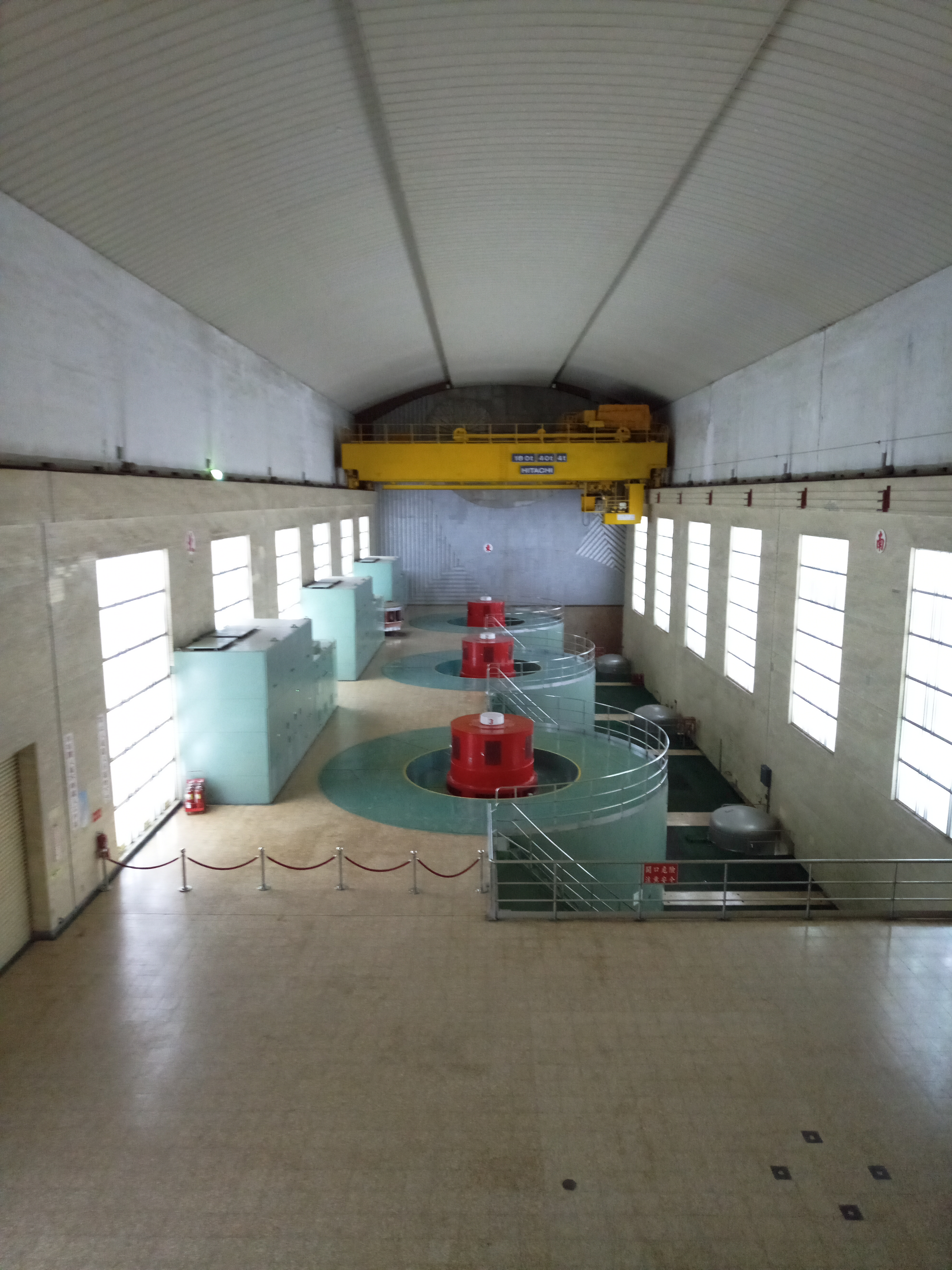
発電所（発電機3基）

1967年（民国56年）3月、台湾電力は、イタリア（ミラノ）の ELC Electroconsult（ELC 電力コンサルタント）に設計・建設のエンジニアリングサービスを依頼し、建設事業の費用を算出した。そして1968年（民国57年）のうちに地元請負業者による取り付け道路やトンネルの準備作業を開始し、1969年（民国58年）6月2日、台湾初の国際入札により、達見 (Tachien) の建設は、イタリアのトルーノ社 (Torno) と日本の熊谷組の合弁会社(Torno-Kumagai for Tachien 公司) に決定した。
ダムが建設される渓谷の河床は標高 1,236メートル (4,055 ft) にあり、右岸の斜面の標高は 2,000メートル (6,600 ft) 余り、左岸は標高約 1,500メートル (4,900 ft) であった。建設当初、達見水庫と称された水庫は、1969年12月8日、正式に着工された。1973年（民国62年）12月には貯水が開始され、翌1974年（民国63年）6月26日に水力発電の第1発電機が導入された。次いで同年7月27日と9月29日には、第2・第3発電機が導入され、3基が並列に組み込まれて完成した。ダム湖および発電所が、1974年10月6日に落成すると、何度も視察に訪れていた総統蔣介石（蔣中正）により、鄭の大臣、子産の「徳は国の基なり」の名言をもって「徳基」と命名された。

### 運用
1974年（民国63年）の完成後、徳基発電所が運転・保守管理を担い、徳基水庫の下流にある青山・谷関・天輪の発電所とともに運用された。その後、台湾電力は1996年（民国85年）8月1日、大甲渓発電所を設立し、馬鞍・社寮・后里の発電所などと統合して、大甲渓一帯の総合的運用・管理を開始した。2021年（民国110年）には、徳基水庫と谷関水庫を全長 10.7キロメートル (6.6 mi) の水路トンネルで結び、揚水式水力発電を行う光明発電所計画（台: 「大甲溪光明抽蓄水力發電計畫」）が、2034年（民国123年）の稼働を念頭に開始されている。

### 関連資料
- 臺灣電力公司土木處, ed (1947). 臺灣大甲溪水力發電計劃. 臺北市: 臺灣電力公司 2023年7月27日閲覧。
- 謝平城; 廖昌毅; 梁家柱 (2010-03). “德基水庫淤積模擬之研究” (PDF). 水土保持學報 (國立中興大學水土保持學系) 42 (1):  83-98 2023年7月27日閲覧。.
- 陳鴻烈; 蔡大偉 (2014-06-13), 德基水庫優養水質因子之研究, 國立中興大學, pp. 93-104 2023年7月27日閲覧。